# Bluebird Records
Bluebird Records — дочірній лейбл звукозапису компанії RCA Victor, заснований 1933 року. Найбільш відомий записами кантрі, блюзу та джазу, а також дитячої музики 1930-х і 1940-х років. Наразі лейбл належить материнській компанії Sony Music Entertainment.

## Історія
Заснований Ілаєм Оберштайном у квітні 1933 року як підрозділ RCA Victor лейбл Bluebird Records мав конкурувати з іншими бюджетними лейблами того часу. Записи робилися швидко і дешево
. Так званий «Звук Bluebird» походив від сесійного гурту, який використовувався на багатьох записах для скорочення витрат. До складу гурту входили такі музиканти, як Біг Білл Брунзі, Рузвельт Сайкс, Вошборд Сем та Сонні Бой Вільямсон I. Багато блюзових музикантів були підписані на RCA Victor і Bluebird Лестером Мелроузом, шукачем талантів і продюсером, який мав фактичну монополію на чиказькому блюзовому ринку. У ці роки лейбл Bluebird став домівкою чиказького блюзу.
Bluebird записував і перевидавав джаз і музику біг-бендів Теда Вімса, Руді Валле, Джо Хеймса, Арті Шоу, Гленна Міллера, Шепа Філдса та Ерла Хайнса. Під час Другої світової війни лейбл перевидавав записи Дюка Еллінгтона, Джеллі Ролла Мортона та Бенні Мотена. До списку кантрі-виконавців Bluebird входили The Blue Sky Boys, Delmore Brothers, Білл Бойд, The Monroe Brothers, Елтон Брітт, Джиммі Роджерс та Carter Family.
Після Другої світової війни лейбл Bluebird припинив свою діяльність, а раніше випущені ним записи були перевидані на стандартному лейблі RCA Victor. У 1950-х роках RCA Victor відродила Bluebird для серії бюджетних записів на 12-дюймових платівках (1953), джазових релізів та перевидань, дитячих записів (1956) та бюджетної серії RCA Victor Bluebird Classics. У 1960-х роках назву Bluebird було знову скасовано, а деякі записи, видані у 1950-х роках під цією маркою, були передані на недорогий лейбл RCA Camden. В середині 1970-х років лейбл був знову активований RCA для серії перевидань біг-бендів, свінгу та джазу. Згодом лейбл Bluebird використовувався для перевидань на компакт-дисках деяких джазових і попкомпозицій, що були спочатку видані на лейблі RCA Victor.

## Вибрані виконавці лейблу
| - Чарлі Барнет - Біг Білл Брунзі - Віллі Брайант - Боб Картер - Вілф Картер - Вірджил Чілдерс - Артур Крудап - Біллі Дениелс - Сем Донаг'ю - Шеп Філдс - Гаррі Гоззард - Ліл Грін - Джордж Голл - Лайонел Гемптон - Джо Геймс - Флетчер Гендерсон - Ерл Гайнс - Ден Горнсбі - The Ink Spots - Кертіс Джонс - Спайк Джонс - The King Sisters - Вінсент Лопес | - Берт Лаун - Дж.Е.Майнер - Вінгі Манон - Томмі Маккленнан - Біг Масео Меррівезер - Гленн Міллер - Міссіссіппі Матільда - Вогн Монро - Оззі Нельсон - Сонні Бой Нельсон - Джиммі Роджерс - Тампа Ред - Джон Серрі Ст. - Арті Шоу - Діна Шор - Рубі Сміт - Рузвельт Сайкс - Руді Валле - Вошбоард Сем - Сі Волтер - Тед Вімс - Сонні Бой Вільямсон I |

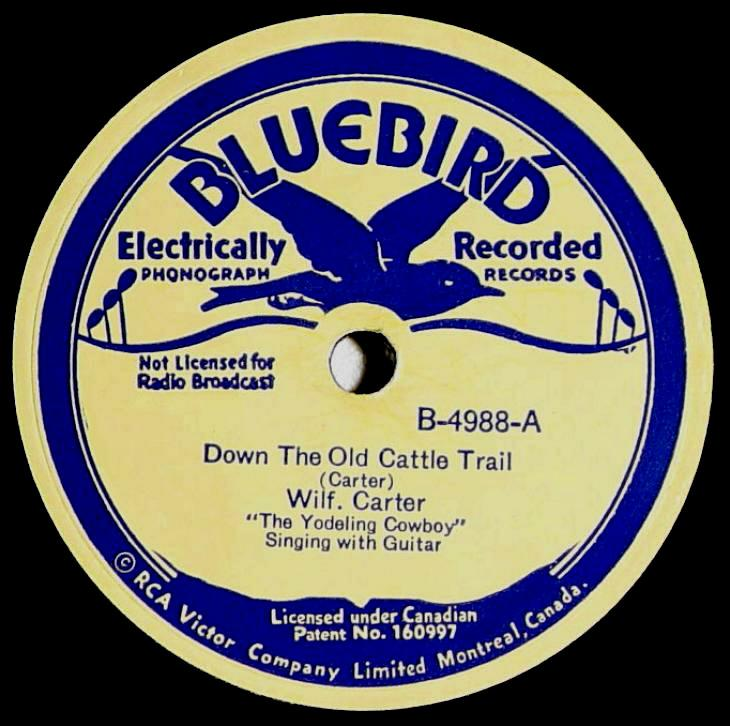
Вигляд етикетки платівок Bluebird з квітня 1933 по вересень 1937 року
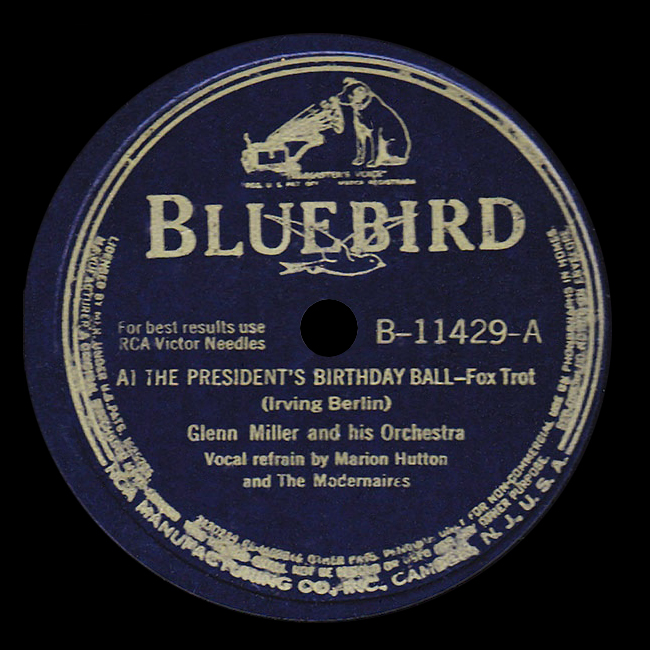
Вигляд етикетки платівок Bluebird з листопада 1938 по 1946 рік